# Plaza Colombia

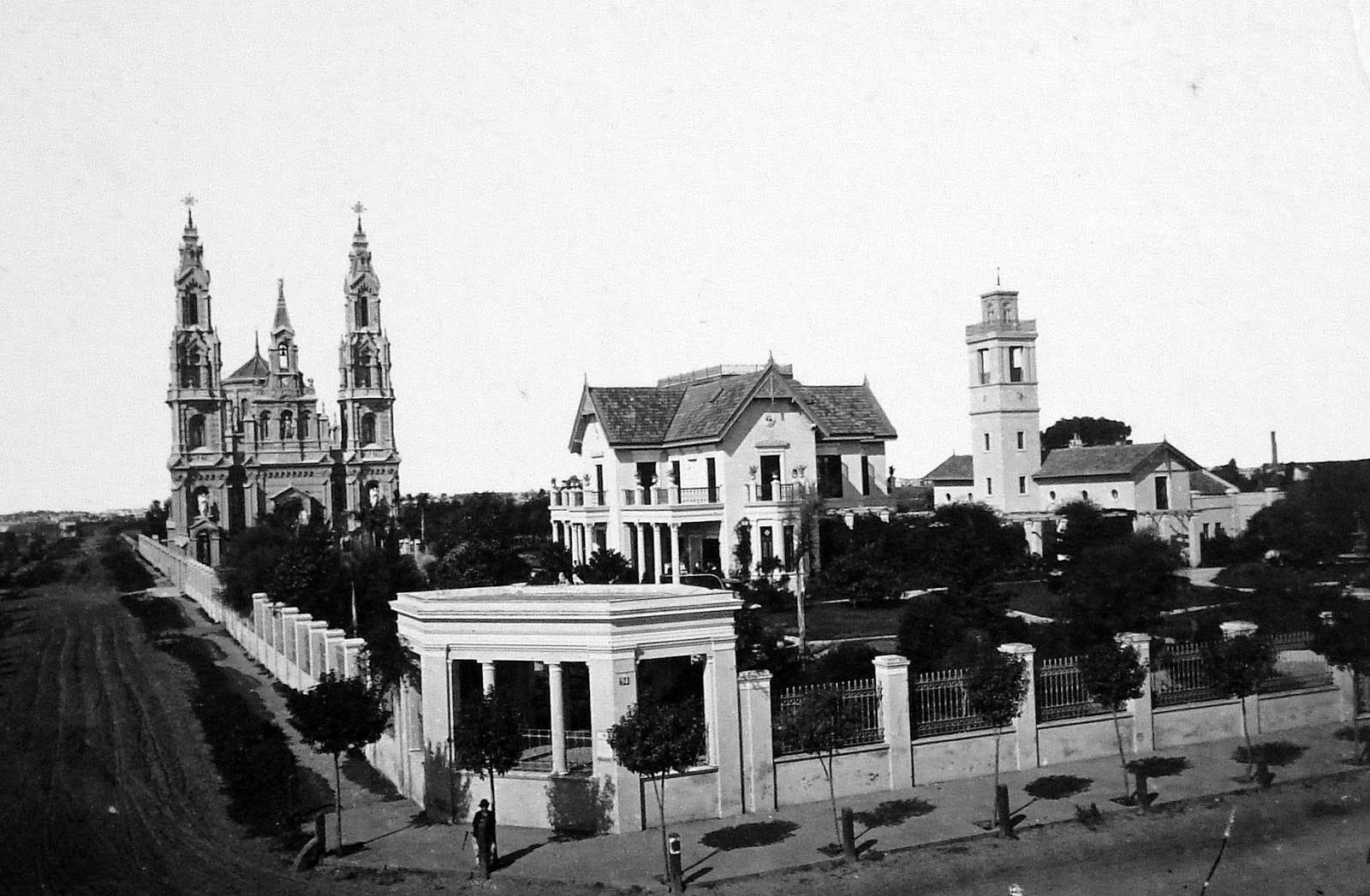
La Iglesia de Santa Felicitas fue construida en 1876 junto a la Quinta de los Guerrero, demolida para abrir la Plaza Colombia.

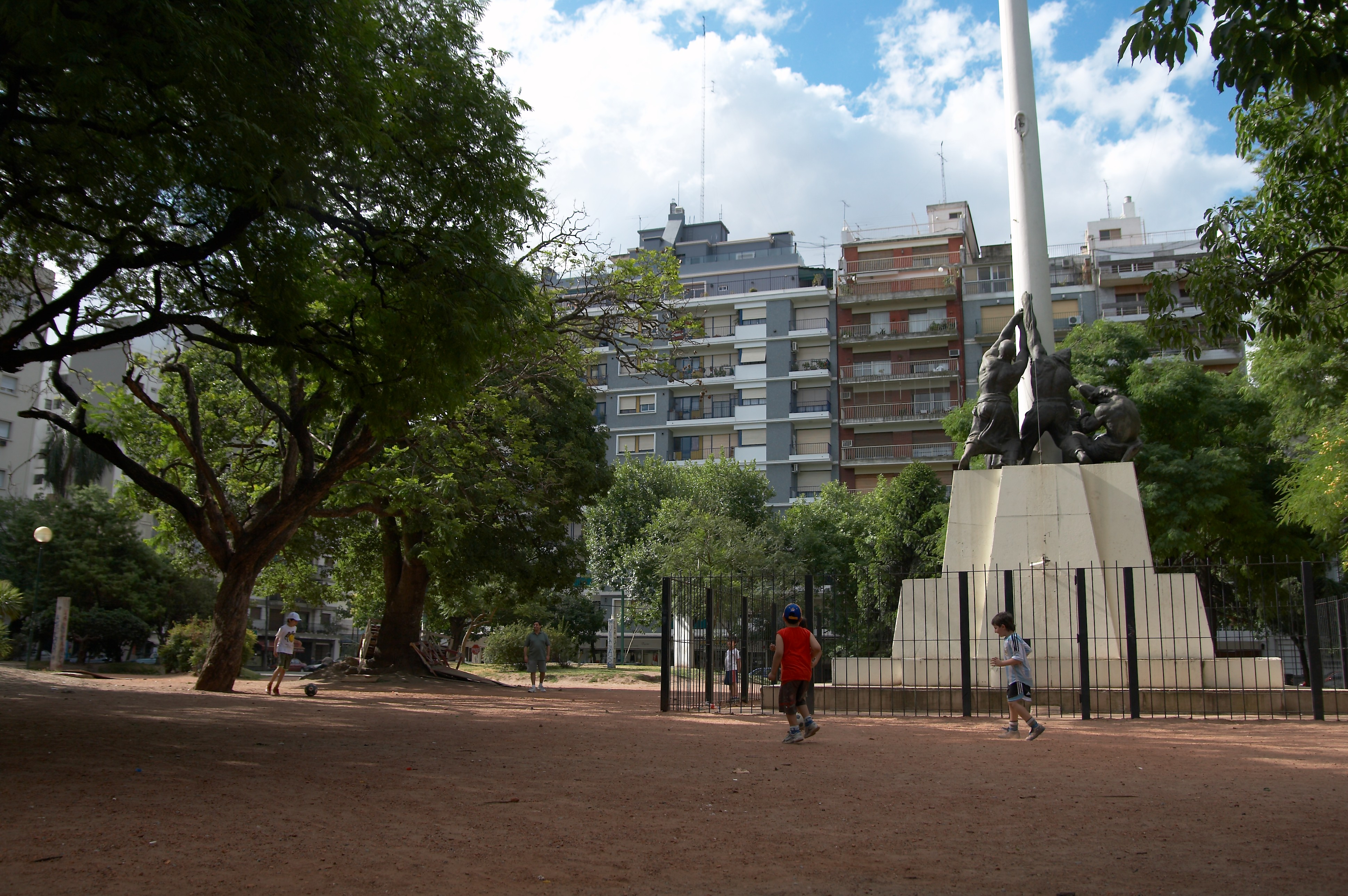
La plaza está rodeada por edificios residenciales de clase media-alta

La Plaza Colombia es el principal centro comercial y social del barrio de Barracas, en la ciudad de Buenos Aires.
Se encuentra limitada por la Avenida Montes de Oca, principal arteria de Barracas que comunica el centro de la ciudad con los partidos de la zona sur desde hace siglos, y las calles Isabel la Católica, Pinzón y Brandsen. La manzana de la plaza estaba  ocupada  por la Quinta  de los Guerrero y se hizo famosa por al asesinato de Felicitas Guerrero en 1872, a raíz del cual en 1876 se construyó la Iglesia de Santa Felicitas que está sobre la calle Isabel la Católica.
En 1937, la Municipalidad de Buenos Aires decidió la demolición de los antiguos edificios aristocráticos para la apertura de la plaza pública. Los antiguos túneles que conectaban la residencia Guerrero con la iglesia se mantienen actualmente bajo tierra, y se pueden visitar de forma guiada.

## Descripción
La plaza se encuentra rodeada por una reja y cuenta con una fuente en su entrada principal, un monumento mástil en el centro, postas de ejercicio, zona de juegos para niños y algunos monumentos. Los fines de semana tiene sede una Feria de la Ciudad que ofrece alimentos variados.